# Vince van Reeken
Vince van Reeken (Den Haag, 27 oktober 1983) is een Nederlands toetsenist en songwriter.

## Biografie
Van Reeken werd geboren in Den Haag, waar hij actief werd in de Haagse popscene. Hij zong en speelde toetsen in de band Juice, waarmee hij in 2005 de finale van de Haagse bandwedstrijd Talent Event behaalde. Ook richtte hij het grote jamfestival Jam de la Crème, een jaarlijks terugkerend festival op het Scheveningse strand op, waar bekende en onbekende Nederlandse muzikanten met elkaar musiceren.
In 2008 trad hij toe tot de Nederlandse band DI-RECT, dat zich hierna, via een televisiezoektocht, ook versterkte met zanger Marcel Veenendaal. Bij DI-RECT was Van Reeken naast toetsenist ook belangrijk als songwriter en arrangeur. Op 18 januari 2016 stapte hij uit de band om zich verder te kunnen ontwikkelen als songwriter voor andere artiesten en bands.
In 2018 bracht Van Reeken zijn eerste solo-track uit genaamd 'Cross The Line' onder de artiestennaam Vince John.